# فریدریش سیتز
فریدریش سیتز (انگلیسی: Frederick Seitz؛ زاده ۴ ژوئیهٔ ۱۹۱۱ درگذشته ۲ مارس ۲۰۰۸) یک فیزیک‌دان اهل ایالات متحده آمریکا بود.